# Вільковисько (Малопольське воєводство)
Вільковисько (пол. Wilkowisko) — село в Польщі, у гміні Йодловник Лімановського повіту Малопольського воєводства.
Населення — 1297 осіб (2011).
У 1975-1998 роках село належало до Новосондецького воєводства.

## Географія
У селі бере початок річка Тарнавка.

## Демографія
Демографічна структура станом на 31 березня 2011 року:
|          | Загалом | Допрацездатний вік | Працездатний вік | Постпрацездатний вік |
| -------- | ------- | ------------------ | ---------------- | -------------------- |
| Чоловіки | 636     | 158                | 409              | 69                   |
| Жінки    | 661     | 175                | 354              | 132                  |
| Разом    | 1297    | 333                | 763              | 201                  |